# Ron Hewitt
Ronald Hewitt, plus connu sous le nom de né le Ron Hewitt, né le 21 juin 1928 à Flint au Pays de Galles et décédé le 23 septembre 2001, est un footballeur international gallois, qui évoluait au poste d'attaquant.

## Biographie

### Carrière en club
Avec les clubs de Wrexham et de  Cardiff City, il remporte deux Coupes du pays de Galles.

### Carrière en sélection
Avec l'équipe du Pays de Galles, il joue 5 matchs lors de l'année 1958. 
Il joue son premier match en équipe nationale le 5 février 1958 face à l'équipe d'Israël, et son dernier le 19 juin 1958 contre l'équipe du Brésil.
Il figure dans le groupe des sélectionnés lors de la Coupe du monde de 1958. Lors du mondial, il joue trois matchs, sans inscrire de but.

## Palmarès
| Wrexham - Coupe du pays de Galles (1) : - Vainqueur : 1956-57. |  | Cardiff City - Coupe du pays de Galles (1) : - Vainqueur : 1958-59. |